# Пиетро Кавалини
Пиетро Кавалини (на италиански: Pietro Cavallini) е италиански живописец от епохата на Проторенесанс, автор на мозайки и фрески.
Живее и работи в Рим. Полага основите на ново направление в живописта.
Автор е на мозайки в (църквата „Санта Мария ин Трастевере“, 1291 г.) и фрески в (църквата „Санта Чечилия ин Трастевере“, ок. 1293 г.).

## Санта Мария ин Трастевере
Декоративният цикъл на мозайките в „Санта Мария ин Трастевере“ традиционно се датират сколо 1291 г. (въз основа на дата MCCLCI, прочетена в миналото, но сега е загубена), въпреки че някои историци са склонни да я преместят във времето, до около 1296 г. Със сигурност дарителят е Бертолдо Стефанески (погребан тук), син на сенатора Пиетро Стефанески и Перна Орсини и брат на бъдещия кардинал Якопо Стефанески: последният е автор на поетични стихове, които съпътстват епизодите от живота на Дева Мария:
- Рождество Богородично
- Благовещение
- Рождество Христово
- Мадона и младенеца и светци Павел, Петър и дарителя Бертолдо Стефанески (централен панел)
- Поклонение на влъхвите
- Представяне в храма
- Успение Богородично

Творческото наследство на Кавалини не е многобройно, но то заема важно място в историята на италианското изкуство. Художникът отново се обръща към античното изкуство, забравено от неговите предшественици; за неговите творби е характерен стремеж към отразяване на реалния живот, който става определящ за цялото последващо развитие на изкуството. В неговите монументални произведения се запомнят величествеността на фигурите в съчетание с естествеността на пропорциите; опитите на художника да построи триизмерно пространство създава усещане за дълбочина.
Стреми се да преодолее плоската форма и композицията, присъща на италианската живопис от XIII век, придавайки на изображенията обемна пластичност. Изкуството на Кавалини оказва влияние на Джото и други млади италиански художници.
- Детайл от мозайките
- Рождество Богородично
- Рождество Богородично (детайл)
- 'Благовещение
- 'Благовещение (детайл)
- Рождество (детайл)
- Представяне в храма